# Тхімліч Охінга
Тхімліч Охінга (англ. Thimlich Ohinga) — комплекс руїн давнього поселення на південному заході Кенії. Розташований за 46 км на північний захід від міста Мігорі в районі озера Вікторія. Поселення було побудовано у XVI столітті і укріплене для захисту місцевої громади та худоби. це найбільше і найліпше збережене поселення у світі, яке збудоване методом сухої кам'яної кладки, тобто без використання скріплювального розчину. У 2018 році ЮНЕСКО оголосило Тхімліч Охінга об'єктом світової спадщини.